# C/1854 L1
Komet Klinkerfues ali C/1854 L1 je neperiodični komet, ki ga je 6. junija 1854 odkril nemški astronom Ernst Friedrich Wilhelm Klinkerfues (1827 – 1884)..

## Lastnosti
Njegova tirnica je bila parabolična. Soncu se je najbolj približal 22. junija 1853 , 
ko je bil na razdalji okoli 0,4 a.e. od Sonca. 
Z njim povezujejo meteorski roj Epsilon Eridanidov .